# Герасимиха (Московская область)
Герасимиха — деревня в Пушкинском районе Московской области России, входит в состав городского поселения Ашукино. Население — 20 чел. (2010).

## География
Расположена на севере Московской области, в северо-западной части Пушкинского района, у границы с Дмитровским и Сергиево-Посадским районами, примерно в 23 км к северу от центра города Пушкино и 36 км от Московской кольцевой автодороги, в верховье реки Яхромы бассейна Дубны.
К деревне приписано шесть садоводческих товариществ.
В 12 км к востоку проходит линия Ярославского направления Московской железной дороги, в 16 км к востоку — Ярославское шоссе М8, в 7 км к югу — Московское малое кольцо А107. Ближайшие населённые пункты — деревни Володкино, Луговая и Хлыбы.
Связана автобусным сообщением с железнодорожной станцией Правда.

## Население
| 1859 | 1890 | 1899 | 1926 | 2002 | 2006 | 2010 |
| ---- | ---- | ---- | ---- | ---- | ---- | ---- |
| 164  | ↗206 | ↘160 | ↗257 | ↘4   | →4   | ↗20  |

## История
В «Списке населённых мест» 1862 года — казённая деревня 1-го стана Дмитровского уезда Московской губернии по правую сторону Московско-Ярославского шоссе (из Ярославля в Москву), в 20 верстах от уездного города и 29 верстах от становой квартиры, при пруде, с 16 дворами и 164 жителями (71 мужчина, 93 женщины).
По данным на 1899 год — деревня Ильинской волости Дмитровского уезда с 160 жителями.
В 1913 году — 4 двора.
По материалам Всесоюзной переписи населения 1926 года — центр Герасимихинского сельсовета Софринской волости Сергиевского уезда Московской губернии в 14,9 км от Ярославского шоссе и 12,8 км от станции Софрино Северной железной дороги, проживало 257 жителей (131 мужчина, 257 женщин), насчитывалось 49 крестьянских хозяйств.
С 1929 года — населённый пункт в составе Пушкинского района Московского округа Московской области. Постановлением ЦИК и СНК от 23 июля 1930 года округа как административно-территориальные единицы были ликвидированы.
Административная принадлежность
1929—1954 гг. — деревня Даниловского сельсовета Пушкинского района.
1954—1957, 1962—1963, 1965—1994 гг. — деревня Луговского сельсовета Пушкинского района.
1957—1960 гг. — деревня Луговского сельсовета Мытищинского района.
1960—1962 гг. — деревня Луговского сельсовета Калининградского района.
1963—1965 гг. — деревня Луговского сельсовета Мытищинского укрупнённого сельского района.
1994—2006 гг. — деревня Луговского сельского округа Пушкинского района.
С 2006 года — деревня городского поселения Ашукино Пушкинского муниципального района Московской области.